# Peerless Cars Ltd.
Peerless Cars Ltd. fue un fabricante de automóviles británico con sede en Slough, Berkshire, operativo entre 1957 y 1960, cuando la empresa quebró. Produjo un solo modelo, el Peerless Sport.
Uno de los fundadores originales, Bernie Rodger, reflotó la empresa y la denominó Bernard Roger Developments BRD Ltd. Radicada en Colnbrook, Buckinghamshire, comercializó el modelo original entre 1960 y 1962 con el nombre de Warwick.

## Origen del nombre
La empresa estadounidense Peerless Motor Car Company, a través de su subsidiaria inglesa, se había dedicado durante la Primera Guerra Mundial al montaje de camiones militares en una factoría localizada en Slough, utilizando piezas procedentes de Norteamérica. La nueva compañía británica fabricante de automóviles, que ocupó el mismo emplazamiento en Slough, tomó el nombre de la compañía americana.

## Peerless

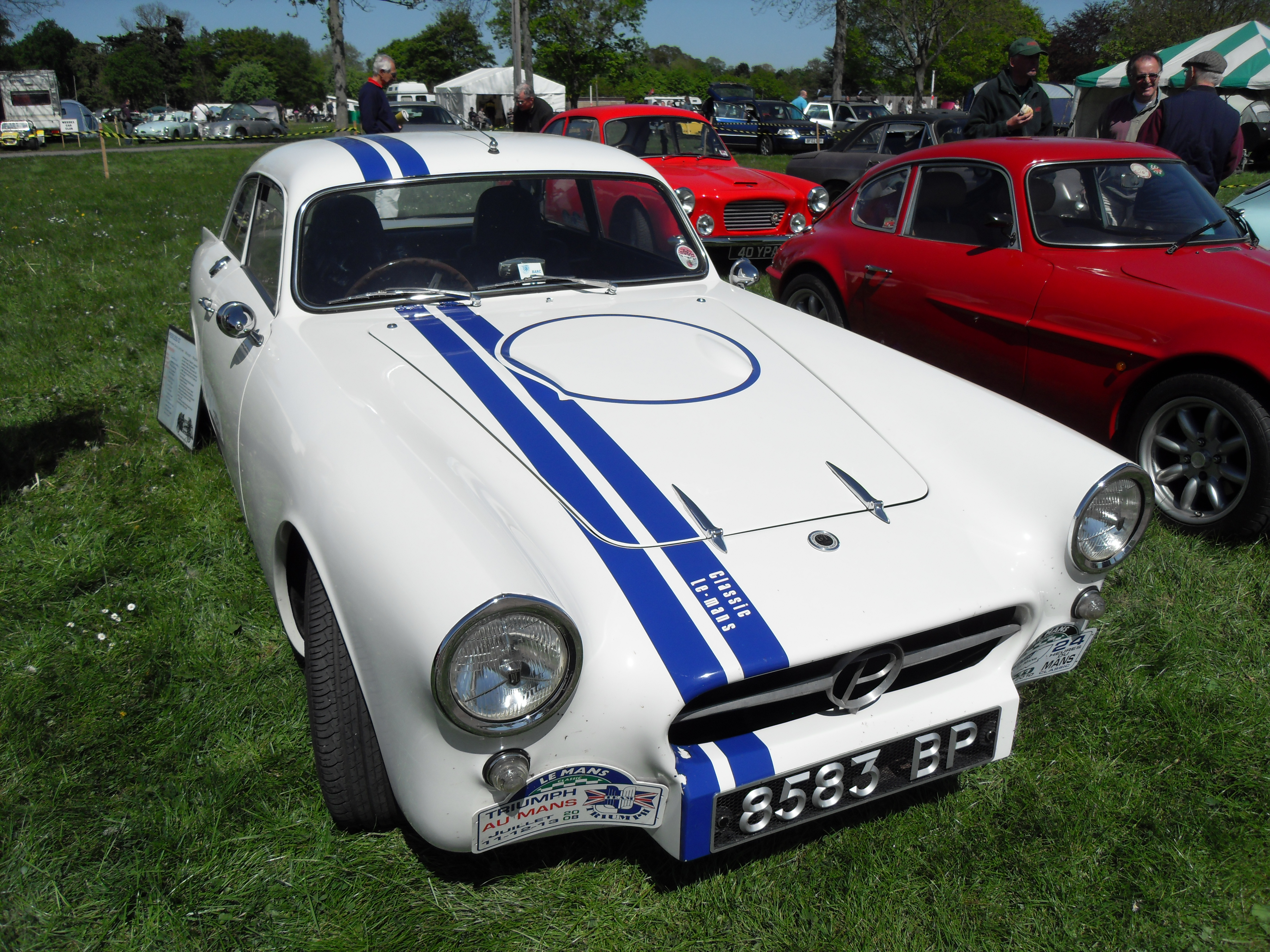
Peerless que participó en Le Mans 1958

Peerless construyó el prototipo de un sedán deportivo con una carrocería de aleación, inicialmente denominado Warwick. Fue diseñado por Bernie Rodger para los fundadores de la empresa, John Gordon y James Byrnes.
El coche había sido rebautizado como Peerless GT cuando comenzó la producción en serie en 1957. Incluía el tren de rodadura del Triumph TR3 en un bastidor tubular espacial y una suspensión trasera con eje De Dion. Disponía de una atractiva carrocería de fibra con cuatro plazas de capacidad. Si bien el automóvil tenía un buen rendimiento, era costoso de producir y el ajuste y el acabado generales no eran tan buenos como los de los modelos de precios similares de los principales fabricantes. La versión Phase II tenía una carrocería mejorada moldeada en gran parte en una sola pieza.
Se fabricaron alrededor de 325 unidades.
Se inscribió un coche de fábrica en las 24 Horas de Le Mans de 1958, finalizando en la posición 16 de la general, y vencedor en su categoría de coches deportivos.
La producción cesó en 1960 después de que se hubieran fabricado unos 325 ejemplares.

## Warwick
Bernie Rodger reinició la producción del automóvil como el Warwick, una versión muy mejorada del Peerless GT original con cambios estéticos menores, como un extremo delantero de una pieza con bisagras hacia adelante, un chasis de marco espacial más rígido y un panel de instrumentos revisado. Aunque se fabricó entre 1960 y 1962, se cree que solo se produjeron unos 40 coches.
Un automóvil fue probado por la revista británica The Motor en 1961 y se determinó que tenía una velocidad máxima de 105,3 mph (169,5 km/h) y podía acelerar desde 0-60 mph (96,6 km/h) en 12,6 segundos. Se registró un consumo de combustible de 32 millas por galón imp (8,8 L/100 km). El coche de prueba costó 1666 libras impuestos incluidos.
En 1961 se fabricaron dos prototipos de un automóvil sucesor, el 305GT de 3.5 litros, equipado con el motor Buick V8 de aleación ligera que luego fue adoptado por Rover.
John Gordon, junto con Jim Keeble (que anteriormente había instalado un motor Buick V-8 en un Peerless), posteriormente utilizó el bastidor tubular de Peerless como base para un automóvil con motor Chevrolet y una carrocería construida por Giorgetto Giugiaro diseñada por Bertone, inicialmente presentado en 1960 como Gordon GT, y que finalmente alcanzó la producción en 1964 como Gordon-Keeble.